# Coccophagus hanoiensis
Coccophagus hanoiensis är en stekelart som beskrevs av Sugonjaev 1996. Coccophagus hanoiensis ingår i släktet Coccophagus och familjen växtlussteklar.
Artens utbredningsområde är Vietnam. Inga underarter finns listade i Catalogue of Life.